# Jean Van Guysse
Jean Van Guysse (Gent, 1881. augusztus 3. – Gent, 1945. augusztus 20.) olimpiai ezüstérmes belga tornász.

## Pályafutása
Az 1908. évi nyári olimpiai játékokon, Londonban indult először, mint tornász. Egyéni összetettben helyezés nélkül zárt.
Az első világháború után az 1920. évi nyári olimpiai játékokon, Antwerpenben újra indult, szintén mint tornász. Csapat összetettben ezüstérmes lett.